# Râul Cânepiștea
Râul Cânepiștea este un afluent al râului Suceava  în județul Suceava.  

## Hărți
- Harta județului Suceava